# José Cabrero Arnal
José Cabrero Arnal   (Loporzano, 6 de setembre de 1909 - Antíbol, 7 de setembre de 1982) va ser un dibuixant de còmics i caricaturista. Aragonès de naixement, català d'adopció i exiliat a França on es va convertir en un dels autors de còmics més importants de després de la Segona Guerra Mundial. Algunes obres les signava com C. Arnal o bé Cea.

## Biografia
José Cabrero va néixer a Castilsabás, un poble del municipi de Loporzano a la província d'Osca, el 6 de setembre de 1909, però la seva família es va traslladar a Barcelona als anys 20. Primer va ser aprenent de fuster-ebenista i després reparador de màquines de calcular.
La seva passió pel dibuix li va fer buscar feina en aquest camp, les seves primeres historietes les va publicar el 1929 al suplement infantil de la revista El Hogar y la Moda i a partir del 1932 a les revistes de còmic; TBO, Algo, KKO i Pocholo on el 1934 crea la sèrie Guerra en el País de los Insectos, que fou exportada el 1936 i el 1947 a Portugal on es va publicar amb un notable èxit. Un altre de les sèries creades que tingué molt bona acollida entre els lectors de la revista Pocholo va ser Viatges extraordinaris del gos Top. Com a caricaturista va col·laborar a L'Esquella de la Torratxa i al setmanari humorístic i satíric Papitu on signava amb el pseudònim Cea.

###### Guerra i exili
El 1936 amb el cop d'estat i la posterior Guerra Civil Espanyola va deixar de dibuixar per les publicacions Papitu i Pocholo, ja que deixaren de publicar-se perquè els seus dibuixants estaven al front lluitant per la Segona República.
Cabrero va estar destinat primer al cos d'artillers, després que el ferissin en una cama i d'una estada a l'hospital, el destinen al front, del riu Segre, a la unitat de l'Exèrcit de l'Est. Aquest fou el darrer cos d'exèrcit republicà a enfrontar-se a les tropes franquistes, en ser vençuts varen travessar la frontera amb l'estat Francès, on Cabrero va ser internat al camp de concentració de Sant Cebrià de Rosselló, juntament amb tres excombatents i amics inseparables; Joaquim Amat-Piniella, Pere Vives i Clave i Ferran Planes i Vilella.
El 1939 després que el govern Francès fes una llei que permetia de reclutar els homes que no fossin residents a França d'entre dinou i cinquanta anys per combatre a la Segona Guerra Mundial. Cabrero i els seus tres amics són integrats per força a la 109 Companyia de Treballadors Estrangers i destinats a la Linia Marginot, punt de defensa francès contra l'avenç de les tropes del Tercer Reich.
Després de la derrota de les tropes franceses, els combatents espanyols, francesos i anglesos foren deportats a camps de presoners del Tercer Reich. Aquests a diferència dels camps d'extermini no estaven pensats per executar als presoners, però alemanya va oferir a l'Espanya de Franco la repatriació dels combatents republicans i la resposta va ser que aquelles persones ja no eren espanyols. Això va fer que Cabrero i els seus companys fossin declarats apàtrides, per la qual cosa foren enviats al camp d'extermini de Mauthausen.
Va arribar al camp el 27 de gener del 1941 li posaren el número de matrícula: 6299. El portaren a un magatzem on un oficial de les Waffen-SS els regirava i requisava les pertinences, en regirar les de Cabrero va trobar uns dibuixos de dones nues que havia fet per uns policies alemanys a canvi de menjar i aigua en el trajecte i que no els havia arribat a donar. L'oficial, cap dels barracons del camp li va demanar si els havia dibuixat ell, Cabrero li respongué afirmativament i l'oficial li digué que des de llavors en endavant li faria dibuixos pornogràfics exclusivament per a ell. Això va salvar la seva vida i la dels seus amics, ja que el varen destinar a les oficines on va coincidir amb Francesc Boix i Campo (fotògraf). Posteriorment, fou castigat a la pedrera del camp i un temps després al kommando Steyr on va treballar a una fàbrica d'armament. Malgrat tot va aconseguir sobreviure i fou alliberat cinc anys després.

###### Retorn a França i al dibuix
Després de l'Alliberament, el maig de 1945, pesava amb prou feines 45 quilos i va ser enviat a recuperar-se a Caussade, prop de Tolosa, on va ser acollit per una família de mestres. Va conèixer durant aquest període la que seria la seva dona, Denise. De tornada a París a finals de 1945, va conèixer René Moreu, redactor en cap de Vaillant i després va començar a dibuixar al diari L'Humanité. El 1946 va aconseguir un gran èxit amb la seva sèrie Placid and Muzo que es va instal·lar definitivament a la portada de Vaillant. El 26 de març de 1948 va aparèixer per primera vegada la sèrie còmica diària de Pif le chien. Dos anys més tard, se li va unir el seu amic, el gat Hèrcules amb el famós embenat a la galta. També va publicar als anys 50 i principis dels 60 diversos relats a les revistes italianes Noi Ragazzi, Pioniere i Pioniere dell'Unità.
El 1969, Vaillant es va beneficiar d'una nova versió sota el nom de Pif Gadget en la qual es continuava publicant la sèrie preferida d'Arnal. A més de Pif i Hercule i Placid i Muzo, Arnal va crear o es va fer càrrec de molts altres personatges com Clopinet, Oscar / Becdor le Canard, Gavroche i G. Latine, Gagman, Pince sans rire, Roudoudou i Riquiqui, Fifine i Fanfan, Zyppy the midge., Bouldegomme i Nez-au-Vent, Zéphirin i el Goblin, Nouche i Nigo, etc.
Després de dues sol·licituds denegades de naturalització francesa, segueix sent apàtrida i mai va tornar a Espanya.
Als anys setanta per causa d'una malaltia va haver de deixar el dibuix. El 1983 va morir a l'edat de 73 anys.